# Warrebak
Een warrebak was een houten bak die aan boord van een vissersschip werd gebruikt.
De langwerpige, open bak werd gebruikt voor de verwerking van gekaakte haring. De gekaakte haring werd uit de manden in de warrebak gestort. Aan de haring werd een vastgestelde dosering zout toegevoegd. Haring en zout werden dooreen geroerd, dit werd het warren genoemd. Daarna ging de gezouten haring in kantjes, om zo aan de wal aangevoerd te worden.
Het werkwoord 'warren' en het daarvan afgeleide 'warrebak' komen uit het Middelnederlands en zijn gerelateerd aan 'verwarren'.